# José Alberto Cañas Ruiz-Herrera
José Alberto Cañas Ruiz-Herrera (Rota, Cádiz, 27 de mayo de 1987) es un futbolista español que juega de centrocampista en el Manchester 62 F. C. de la Liga Nacional de Gibraltar.

## Trayectoria

### Inicios en el Betis
José Alberto Cañas nació el 27 de mayo de 1987 en Rota, primo del exjugador bético Juan José Cañas. A los 6 años comenzó a jugar en la Roteña, club en el que despuntó muy pronto. Cuando ya era benjamín de primer año asistió a alguno de los entrenamientos de la selección provincial gaditana. En 2005 debutó con el Real Betis "C", y debutó en el filial en 2006, cuando tenía 19 años.
Con el Betis Deportivo Balompié, consiguió el ascenso a 2ªB en la temporada 2005-06 y en la temporada 2008-09 debutó con el primer equipo bético, siendo Paco Chaparro el entrenador. 
En la 2010-11 se incorporó definitivamente al primer equipo del Betis, que jugaba esa temporada en la Liga Adelante, consiguiendo el ascenso a la Primera División. 
En la temporada 2011-12 Cañas se convirtió en titular en las ausencias de Beñat e Iriney, y jugó también como central. 
La temporada siguiente era uno de los fijos de Pepe Mel en el centro del campo bético.[cita requerida]

### Premier League y regreso a España
El 27 de abril de 2013 se hizo oficial su fichaje por el Swansea City A. F. C. por 3 años y abandonó la entidad bética al finalizar la temporada 2012-13.
En el mercado de fichajes de 2014, Cañas hizo oficial su fichaje por el Real Club Deportivo Espanyol.

### Nuevas experiencias en el extranjero
El 11 de julio de 2016 el PAOK de Salónica F. C. anunció la contratación de Cañas hasta 2019. El 2 de abril de 2017, anotaba su primer gol como profesional contra el AE Larisa. Con el equipo griego ganó tres Copas de Grecia consecutivas (2017, 2018 y 2019) además de la Superliga de Grecia en 2019.
Tras finalizar su contrato con el conjunto griego, a finales de junio de 2019 se hizo oficial su fichaje por el Estrella Roja de Belgrado hasta junio de 2021.

### Nueva vuelta a España
Rescindió su contrato con el equipo serbio y, tras varios meses sin equipo, en marzo de 2021 regresó al fútbol español tras firmar con el C. D. Atlético Baleares.
Posteriormente volvió a Grecia tras comprometerse con el Ionikos de Nicea por un año. Finalmente estuvo una segunda temporada, jugando en total 55 partidos, y en agosto de 2023 fichó por el Kalamata F. C. Allí sí que estuvo una campaña y en agosto de 2024 se unió al Manchester 62 F. C.

## Clubes
| Club                      | País       | Año       | Partidos | Goles |
| ------------------------- | ---------- | --------- | -------- | ----- |
| Real Betis "C"            | España     | 2005-2007 | 51       | 6     |
| Betis Deportivo           | España     | 2006-2010 | 97       | 4     |
| Real Betis Balompié       | España     | 2009-2013 | 72       | 0     |
| Swansea City A. F. C.     | Inglaterra | 2013-2014 | 35       | 0     |
| R. C. D. Espanyol         | España     | 2014-2016 | 48       | 0     |
| PAOK de Salónica          | Grecia     | 2016-2019 | 91       | 4     |
| Estrella Roja de Belgrado | Serbia     | 2019-2020 | 21       | 1     |
| C. D. Atlético Baleares   | España     | 2021      | 7        | 0     |
| Ionikos de Nicea          | Grecia     | 2021-2023 | 55       | 3     |
| Kalamata F. C.            | Grecia     | 2023-2024 | 14       | 0     |
| Manchester 62 F. C.       | Gibraltar  | 2024-     |          |       |

Actualizado el 22 de junio de 2024.

## Palmarés

### Títulos nacionales
| Título                     | Club                      | País   | Año     |
| -------------------------- | ------------------------- | ------ | ------- |
| Segunda División de España | Real Betis Balompié       | España | 2010-11 |
| Copa de Grecia             | PAOK de Salónica F. C.    | Grecia | 2016-17 |
| Copa de Grecia             | PAOK de Salónica F. C.    | Grecia | 2017-18 |
| Superliga de Grecia        | PAOK de Salónica F. C.    | Grecia | 2018-19 |
| Copa de Grecia             | PAOK de Salónica F. C.    | Grecia | 2018-19 |
| Superliga de Serbia        | Estrella Roja de Belgrado | Serbia | 2019-20 |